# Skinsagylets naturreservat
Skinsagylet är ett naturreservat i Olofströms och Sölvesborgs kommuner i Blekinge län.
Området är naturskyddat sedan 2001 och är 77 hektar stort. Det är beläget söder om Olofström vid gränsen mot Skåne. Tillsammans med Djupadal naturreservat i Bromölla kommun bildar de ett sammanhängande område med bokskog på Ryssbergets norra del, en sydostvänd sluttning i en sprickdal. Där växer även avenbok och ek. Nordväst om sjön Skinsagylet är sluttningen mycket brant.
Naturreservatet ingår i EU:s ekologiska nätverk, Natura 2000.